# Microstigma maculatum
Microstigma maculatum är en trollsländeart som först beskrevs av Hagen in Selys 1860.  Microstigma maculatum ingår i släktet Microstigma och familjen Pseudostigmatidae. Inga underarter finns listade i Catalogue of Life.